# Schleifmühle

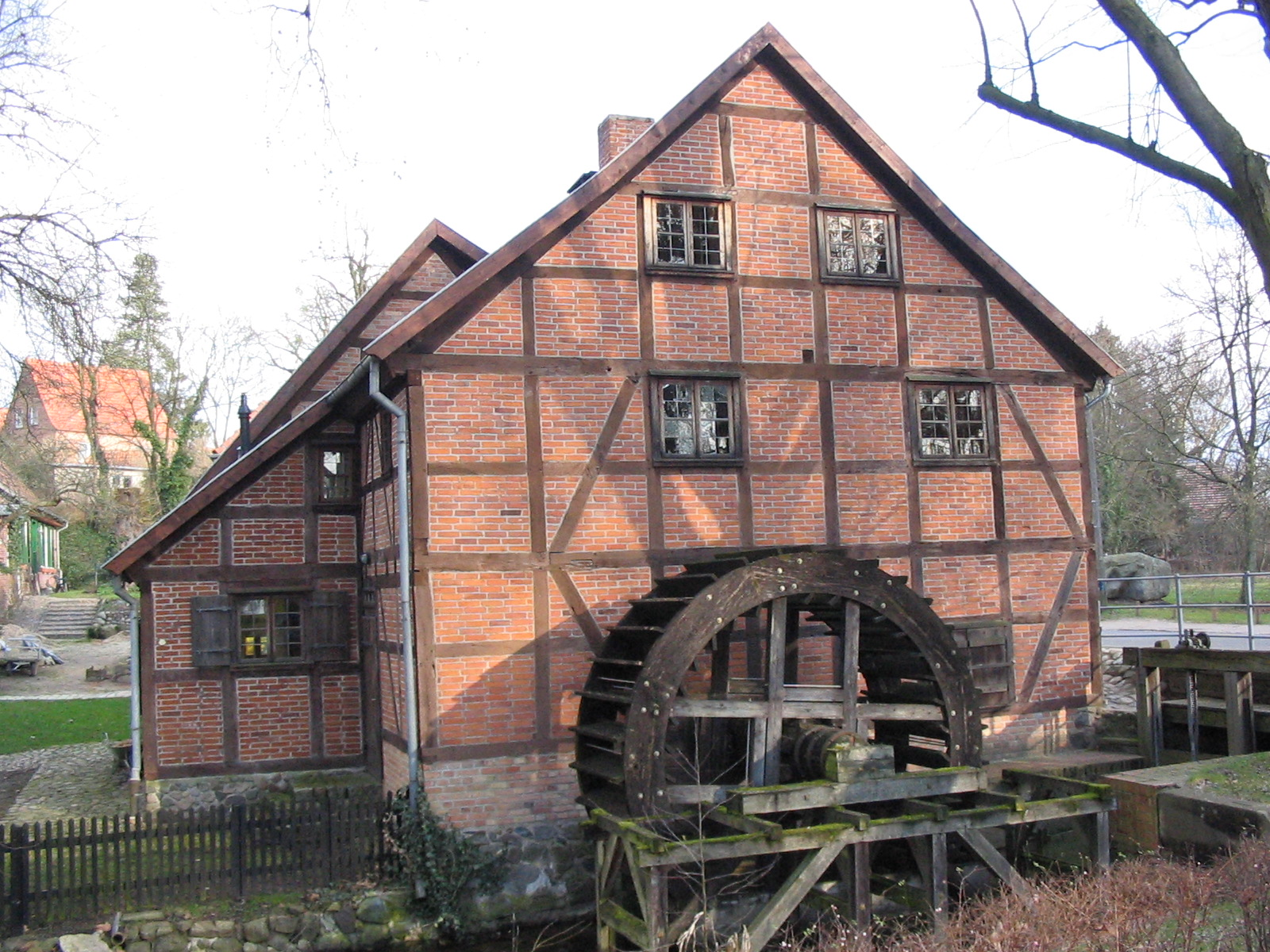
Schleifmühle Schwerin am Faulen See

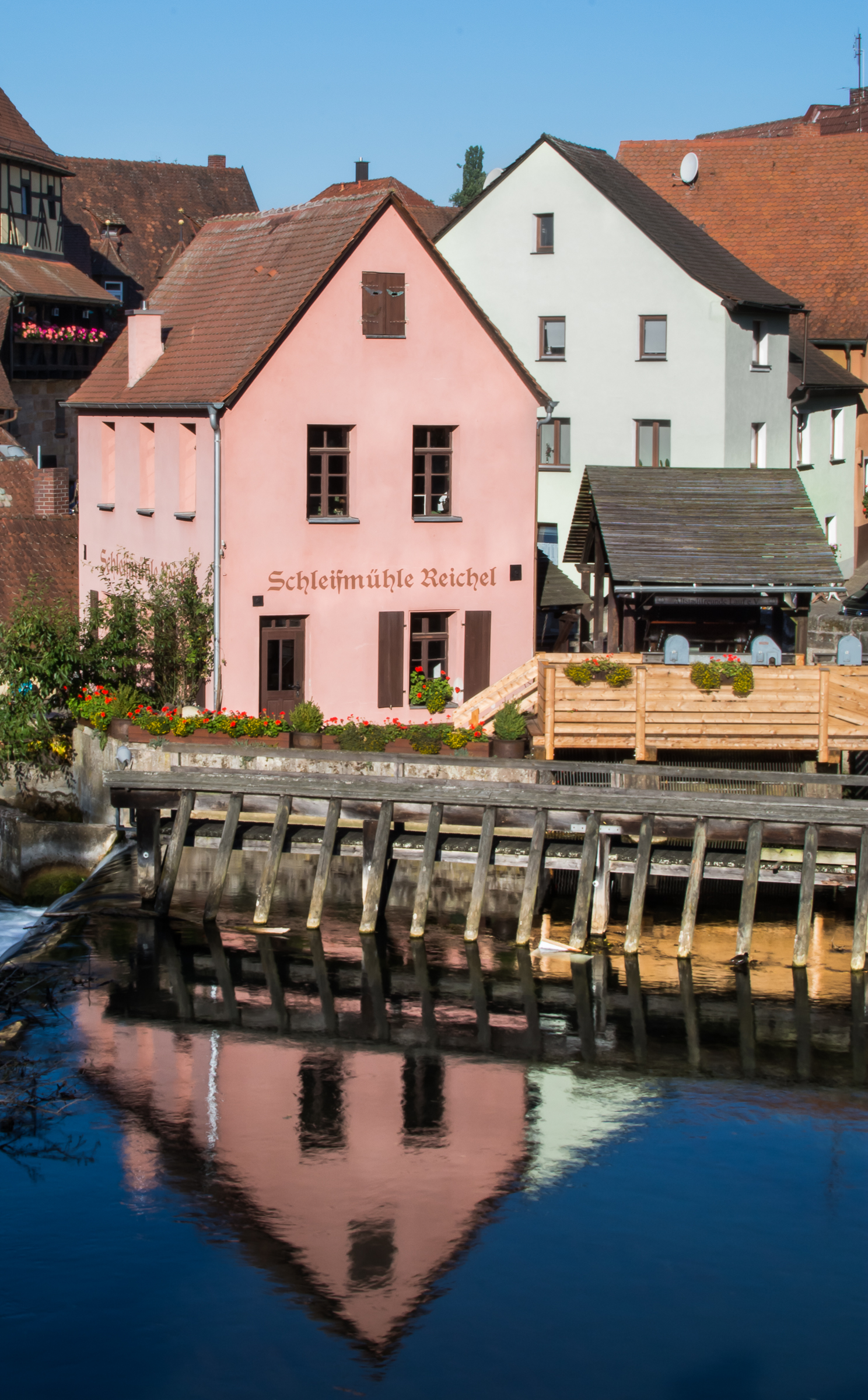
Schleifmühle Reichel in Lauf

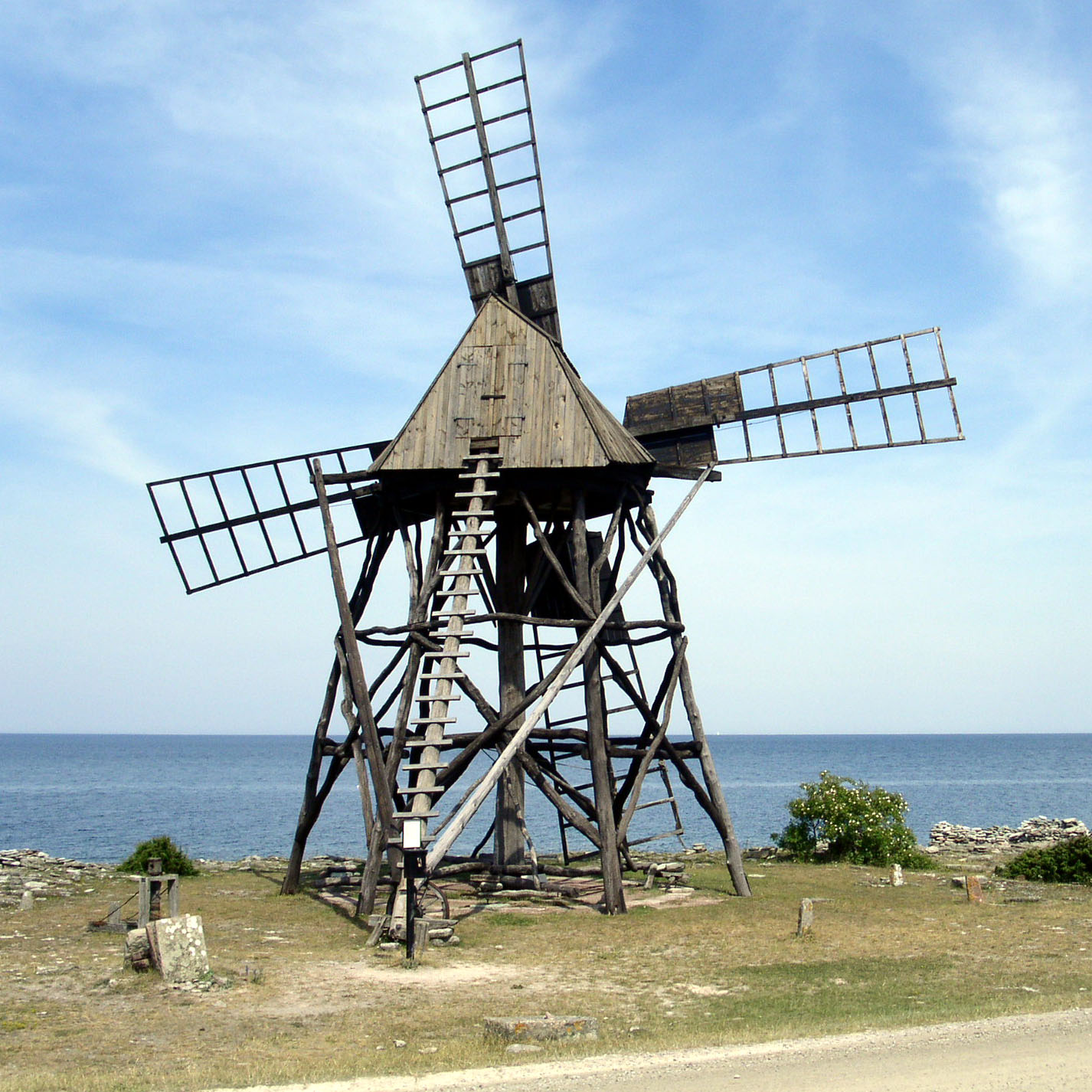
Scheuermühle Jordhamn

Als Schleifmühle oder Pleißmühle wurden wasser- oder windgetriebene Mühlen bezeichnet, die zum Schleifen von Werkstoffen oder zum Schärfen von Werkzeugen dienten. Schleifmühlen entstanden zum Sägen und Schleifen von Natursteinen oder zum Glasschleifen aber auch zum Polieren von Rüstungen. Eine kleine Schleifmühle nennt man Schleifkotte oder Schleifkotten

## Geschichte
Die seit dem 12. Jahrhundert in Mitteldeutschland weit verbreiteten Wassermühlen wurden mit der in der zweiten Hälfte des 19. Jahrhunderts beginnenden Industrialisierung genutzt, um mit Hilfe von Transmissionsriemen Kräfte zu übertragen. Die ältere technische Lösung war die Kraftübertragung durch ein so genanntes Stockgetriebe. Dadurch wurde der Betrieb von Steinsägen und Schleifrädern ermöglicht.
Der häufigste Standort von Schleifmühlen war naturgemäß an Wasserläufen in bergiger Landschaft. Aber auch Windmühlen wurden als Schleifmühlen eingesetzt, wenn der Standort ausreichend Windkraft bot.

## Erhaltene Schleifmühlen
Eine noch als Schauanlage funktionstüchtige Schleifmühle mit Stockgetriebe steht in Schwerin am Faulen See. Hier wird das Schleifen und Trennen von Steinen gezeigt. Die Schauanlage wurde 1985 nach historischem Vorbildern des 18. Jahrhunderts rekonstruiert.
In Lauf an der Pegnitz steht die „Schleif“, eine noch funktionsfähige historische Schleifmühle. 1380 erstmals erwähnt und bis 1988 kommerziell in Betrieb. Heute wird sie bei Vorführungen im Betrieb gezeigt. Große Schleifsteine dienen zum Schärfen nicht nur von Messern, sondern auch Sicheln, Sensen, Hacken, Strohmessern, Sägen, Schaufeln, Mistgabeln, Scheren, Stemmeisen, sowie auch Wetzsteinen und kleineren Schleifsteinen. Riemenantriebe übertragen die Wasserkraft auch auf Bohrmaschinen und Drehbänke. Schleifmüller führten auch alle Spitz- und Schneidwaren.
Eine als Windmühle ausgeführte Schleifmühle ist mit der Scheuermühle Jordhamn auf Öland erhalten geblieben.